# Успение Богородично (Нестрам)
Вижте пояснителната страница за други значения на Успение Богородично.
„Успение Богородично“ (на гръцки: Κοιμήσεως της Θεοτόκου) е православна църква в костурското село Нестрам (Несторио), Егейска Македония, Гърция. Храмът е част от Костурската епархия.

## Описание
Църквата е построена в 1816 година на площада на махалата Долнени в Нестрам, който днес носи името на Александрос Папатерпос. В архитектурно отношение представлява голяма трикорабна базилика, с внушителна шестоъгълна четириетажна камбанария, висока 15 метра. Часовникът на камбанарията е дарение от емигранта в Канада Танас Станоев (Танасис Станулис).
Изписана е от видния местен зограф Аргир Михайлов (1790 - 1850). В храма са запазени ценни църковни книги от XVIII - XIX век, проследяващи историята на селото.